# Bien tirada está
|  |  |

El aguafuerte Bien tirada está es un grabado de la serie Los Caprichos del pintor español Francisco de Goya. Está numerado con el número 17 en la serie de 80 estampas. Se publicó en 1799.
Una joven se arregla la media de su pierna derecha que apoya en un brasero, bajo la mirada de una anciana sentada en el suelo. La escena se desarrolla en un dormitorio del que se adivina la almohada de la cama a la izquierda. Predomina la penumbra; la luz se concentra en el torso de la joven y apenas en la anciana.

## Interpretaciones de la estampa
Existen varios manuscritos contemporáneos que explican las láminas de los Caprichos. El que se encuentra en el Museo del Prado se tiene como autógrafo de Goya, pero parece más bien despistar y buscar un significado moralizante que encubra significados más arriesgados para el autor. Otros dos, el que perteneció a Ayala y el que se encuentra en la Biblioteca Nacional, realzan la parte más escabrosa de las láminas.
- Explicación de esta estampa del manuscrito del Museo del Prado: Oh! la tía Curra no es tonta. Bien sabe ella lo que conviene que las medias vayan bien estiraditas.[2]

- Manuscrito de Ayala: No puede haber cosa más tirada por los suelos que una ramera. Bien sabe la tía Curra lo que conviene estirar las medias.[2]

- Manuscrito de la Biblioteca Nacional: Una prostituta se estira la media por enseñar su bella pierna, y no hay cosa más tirada por los suelos que ella.[2]

El título esconde un doble sentido, refiriéndose simultáneamente a la media y a la ramera, ambas están «bien tiradas». Baudelaire aludió a este grabado en Les Phares, en Les fleurs du mal y en su artículo sobre Goya, reflexionando sobre lo que llamó el sabat de la civilización: las blancas y esbeltas españolas que se lavan y se arreglan con viejas sempiternas para el sabat y para la prostitución de la noche.

## Técnica del grabado
El proceso de esta lámina fue lento y Goya realizó tres dibujos preparatorios (aquí se muestran solo dos). En el diseño inicial del Álbum A la muchacha está sola estirándose la media al lado de un barreño, que luego se sustituyó por un brasero (que aparece en otros grabados).
El último dibujo preparatorio tiene muestras evidentes de haber sido humedecido para calcarlo en la plancha y por eso se encuentra tan deteriorado.
Escena rutinaria que le sirve para contrastar una hermosa prostituta, muy iluminada, con la vieja dueña que la adoctrina. La prostitución era muy habitual en la época de Goya.
Se empleó aguafuerte, aguatinta y buril. La plancha se conserva en buen estado con el aguatinta debilitado.